# Diloba obsoleta
Diloba obsoleta är en fjärilsart som beskrevs av Barend J. Lempke 1949. Diloba obsoleta ingår i släktet Diloba och familjen nattflyn. Inga underarter finns listade i Catalogue of Life.